# Derrick May
Derrick May, noto anche con lo pseudonimo di Mayday o Rhythim is Rhythim (Detroit, 6 aprile 1963), è un musicista statunitense, pioniere della techno assieme a Juan Atkins e Kevin Saunderson.

## Biografia
Nato e cresciuto Detroit, May conobbe Juan Atkins quando aveva tredici anni e, grazie a lui, ebbe modo di appassionarsi ai Parliament di George Clinton, i Kraftwerk e Gary Numan, che ispireranno profondamente il suo percorso artistico: secondo una sua celebre citazione, infatti, «la techno sono George Clinton e i Kraftwerk chiusi insieme in ascensore.»
A partire dal 1981, sotto la guida di Atkins, May imparò a fare il disc jockey e con egli e l'altro pioniere della techno Kevin Saunderson divenne membro dei Deep Space Network. Dopo essere entrato in contatto con la scena house di Chicago, May, fondò con  Atkins e Saunderson un loro club di musica elettronica a Detroit chiamato Music Institute.
La carriera di May iniziò nel 1986 con Let’s Go, pubblicato assieme agli X-Ray (composti da Juan Atkins, Aaron Atkins) e Nude Photo, accreditato a Rhytm is Rhytm, uno dei classici che diedero via al genere Detroit techno. Poco dopo seguì Strings of Life, considerato il brano migliore dell'artista e tra i capolavori del genere techno. Le sue tracce verranno tutte raccolte nella compilation Innovator. Oltre a diventare un quotato remixer per gruppi pop, May fu il primo artista techno americano a tenere dei concerti nel Regno Unito.
Sebbene non produca materiale originale dalla prima metà degli anni novanta, May ha realizzato dei remix dei suoi vecchi lavori per videogiochi e colonne sonore, incluso l'adattamento cinematografico del popolare picchiaduro Tekken. Continua inoltre a proporre la sua musica in dj set internazionali ed è ambasciatore nel mondo di Detroit Electronic Music Festival.

## Discografia

### Da solista

#### Album in studio
- 2002 – Mysterious Traveller (con i System 7)

#### Singoli
- 1987 – Nude Photo (come Rhythim is Rhythim)
- 1987 – Strings Of Life (come Rhythim is Rhythim)
- 1988 – It Is What It Is (come Rhythim is Rhythim)
- 1989 – Beyond The Dance  (come Rhythim is Rhythim)
- 1990 – The Beginning (come Rhythim is Rhythim)
- 1991 – Icon / Kao-tic Harmony (come Rhythim is Rhythim)

#### Album compilation
- 1996 – Derrick May: Innovator
- 1997 – Derrick May: Mayday Mix

### Nei gruppi

#### Negli X-Ray
- 1986 – Let's Go (come X-Ray)

## Videografia
- 2006 – High Tech Soul